# Contee unite di Leeds e Grenville
Le Contee unite di Leeds e Grenville sono una contea dell'Ontario in Canada. Al 2006 contava una popolazione di 99.206 abitanti. Ha come capoluogo Brockville.

## Suddivisioni
Ci sono 10 comuni a Leeds e Grenville (in ordine di popolazione):
- Comune di North Grenville
- Municipalità di  Rideau Lakes
- Municipalità di Elizabethtown-Kitley
- Municipalità di Leeds and the Thousand Islands
- Municipalità di  Augusta
- Municipalità di Edwardsburgh-Cardinal
- Villaggio di Merrickville-Wolford
- Municipalità di  Atene
- Comune di  Front of Yonge
- Villaggio di  Westport

La città di Brockville e le città di Gananoque e Prescott fanno parte della divisione del censimento di Leeds e Grenville, ma sono indipendenti dalla contea.

## Tribunale della contea
William Buell concesse il terreno per la costruzione del tribunale. Si trova in cima a una collina che sorge sul fiume Saint Lawrence.
Un ampio viale si estende sulla strada principale. Il Tribunale di Brockville, uno dei più antichi dell'Ontario, fu eretto nel 1842. Il piano originario era stato quello di costruire un palazzo di giustizia nella township di Johnstown, ma la terra era troppo paludosa per permetterne la costruzione. Il tribunale fu costruito nella township di Elizabethtown.
La figura della Giustizia, una donna bendata che regge la bilancia della giustizia, è stata scolpita dal maestro falegname William Holmes nel 1844. Questa statua è stata nominata "Sally Grant" da Paul Glasford, il presidente del comitato di costruzione , in onore della donna che ha posato come modello. Fu eretto nel 1845. Tuttavia, la statua fu danneggiata dal tornado Hazel e nel 1956 la statua stava marcendo. La statua originale è esposta al museo Westport. Una replica scolpita da Robert Kerr di Smiths Falls fu collocata in cima al tribunale nel 1982.

## Infrastrutture e trasporti
Nel territorio passano le seguenti autostrade:
- Highway 15
- Highway 137
- Highway 401
- Highway 416